# 豪爾赫·馬赫富德
豪尔赫·马赫富德（Jorge Majfud，1969年—），是一位乌拉圭的作家。
他出生在乌拉圭塔夸伦博。1996年，毕业于蒙得维的亚的共和国大学，建筑学专业学位。他四处奔走收集资料，这些资料后来都成为他小说和散文中的重要素材。同时，他也是哥斯达黎加的西班牙学院和埃斯库埃拉的在职教授，他教授艺术和数学。
2003年，他进入乔治亚大学，在那里他获得了罗曼斯语学院的硕士和博士学位。他是西班牙南洋杉审查学术委员会和优等生荣誉学会的成员，以及美国笔会的专业会员。他曾在在乔治亚大学任教，并在美国宾州林肯大学任职教授。目前，他是杰克逊维尔大学的教授。
马赫富德博士赢得了众多科研奖项，包括人文和文学研究奖优秀。他的小说和散文在于研究各地的大学，比如欧洲、美国和拉丁美洲的大学。他曾被誉为“新一代的拉美裔知识分子的最重要的作家之一”。
他的论文以及文学作品已经被翻译成葡萄牙语、法语、英语、德语、意大利语、巴斯克语和希腊语。

## 外部連結
- La ciudad de la Luna, a Spanish National Radio Interview[]
- An Interview
- La ciudad de la Luna